# Subjekt-SUBJEKT svijest
Subjekt-SUBJEKT svijest je koncept koji je artikulirao Harry Hay, predstavljajući vrijedan način razmišljanja u istospolnim vezama, koji proizlazi iz inherentnih sličnosti partnera.
Taj je pojam u suprotnosti s dinamikom subjekt-objekt koja prevladava u heteroseksualnom društvu, gdje muškarci pretpostavljaju kulturnu dominaciju i samo sebe vide kao subjekte u odnosu na žene, koje se pak tretiraju kao predmeti ili vlasništvo. Hay je ovu interpersonalnu/seksualnu dinamiku ekstrapolirao u širi društveni kontekst, vjerujući da su odnosi subjekt-objekt korijen društvenih bolesti. Objektivizacija je poslužila kao prepreka, emocionalno odvajajući pojedinačno jastvo od drugog pojedinca dehumanizirajući ga.
Istospolne veze pak sugeriraju drugačiju dinamiku. Hay je vjerovao da se homoseksualni odnosi razvijaju iz uzajamnog poštovanja i empatije za drugoga: čežnje za suputnikom koji je jednako vrijedan kao i za sebe, međuljudska/seksualna dinamika zasnovana na svijesti "subjekt-SUBJEKT" (Hay je drugi izraz napisao velikim slovom u svim spisima na tu temu). Hay je vjerovao da je ovaj subjekt - SUBJEKT način gledanja na svijet najcjenjeniji doprinos LGBT osoba ukupnom društvu: suosjećajući sa svim ljudima, odnoseći se jedni s drugima kao ravnopravni, društvo se može drastično promijeniti, a socijalno pravda može prevladati.